# Јурјевец
Јурјевец (рус. Юрьевец) град је у Русији у Ивановској области. Према попису становништва из 2010. у граду је живело 10205 становника.

## Становништво
| 1939.  | 1959.  | 1970.  | 1979.  | 1989.  | 2002.  | 2010.  |
| ------ | ------ | ------ | ------ | ------ | ------ | ------ |
| 15.508 | 19.746 | 20.144 | 18.273 | 16.535 | 12.664 | 10.205 |